# パークサイド・アベニュー駅
パークサイド・アベニュー駅（英語: Parkside Avenue）はブルックリン区のパークサイド・アベニューとオーシャン・アベニュー交差点に位置するニューヨーク市地下鉄BMTブライトン線の駅である。Q系統が終日停車する。

## 歴史
駅は1895年以前にブルックリン・アンド・ブライトン・ビーチ鉄道によって開業、開業当時はフラットブッシュ駅だった。その後1907年にブルックリン・ラピッド・トランジットの駅になった。この際、ウッドラフ・アベニュー駅に改称された。さらに、1919年に2線から4線に改良された。
1920年8月1日以降、BMTフランクリン・アベニュー線への直通が終了し、マンハッタン区へ向かう列車が停車するようになった。
1964年から1965年にかけて、駅のホーム有効長は615フィートに延伸された。

## 駅構造
| G          | 地上階・駅舎                 | 出入口 改札口、駅員詰所、メトロカード/OMNY自動販売機                             |
| P ホーム階 | 相対式ホーム、右側ドアが開く | 相対式ホーム、右側ドアが開く                                                     |
| P ホーム階 | 北行緩行線                   | ← 96丁目駅行き（プロスペクト・パーク駅）                                         |
| P ホーム階 | 北行急行線                   | ← 平日：通過                                                                     |
| P ホーム階 | 南行急行線                   | → 平日：通過 →                                                                   |
| P ホーム階 | 南行緩行線                   | → コニー・アイランド-スティルウェル・アベニュー駅行き（チャーチ・アベニュー駅）→ |
| P ホーム階 | 相対式ホーム、右側ドアが開く |                                                                                  |

駅は相対式ホーム2面4線で、平日に運転されるB系統は急行線を走行し駅には停車しない。1960年代に延伸された部分は屋根がない。
1994年より駅にはSusan Tunick制作のアートワークBrighton Clay Re-Leafが設置されている。このアートワークはプロスペクト・パーク駅でも見ることができる。

### 出口

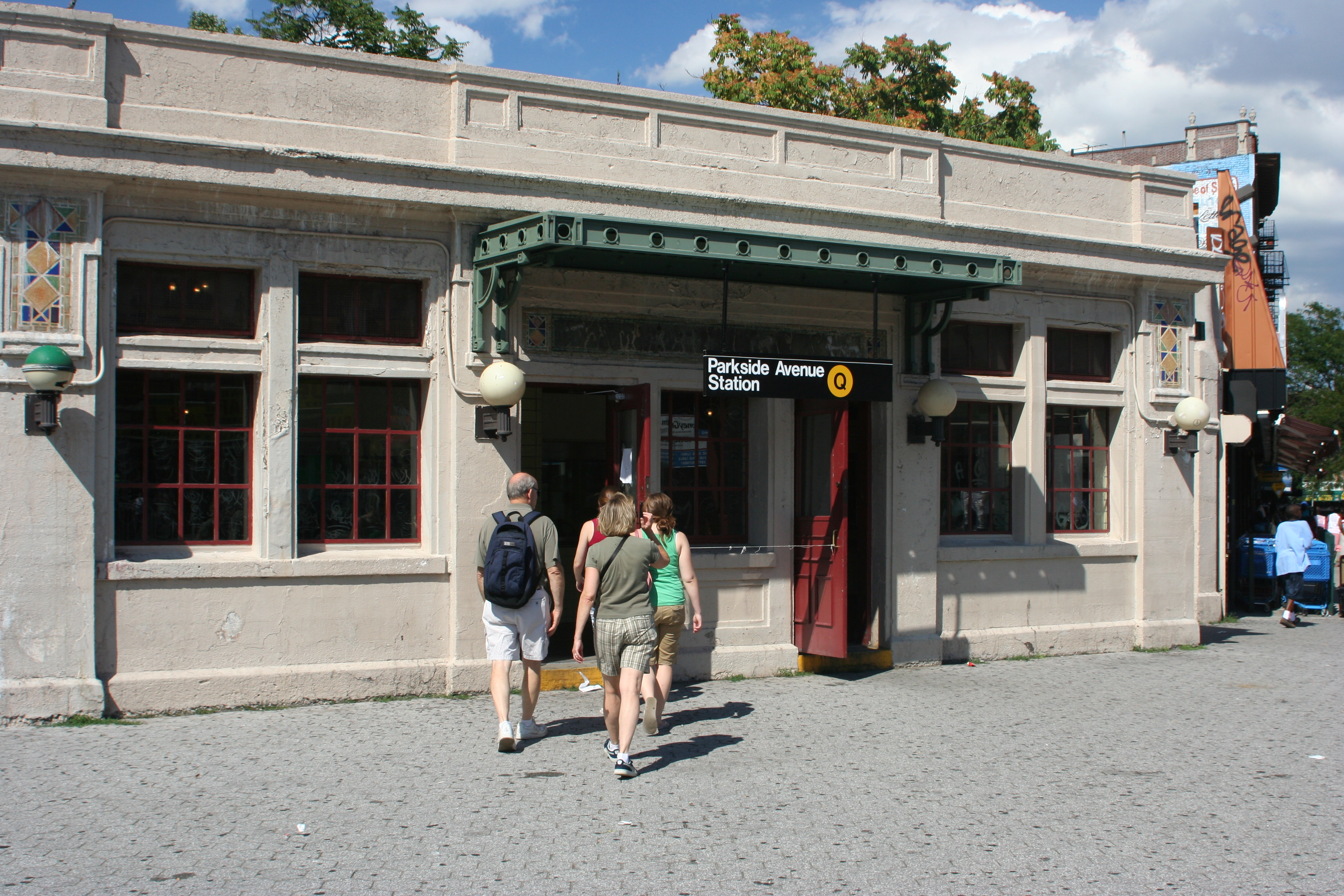
駅舎

駅舎は北側にあり、パークサイド・アベニューとオーシャン・アベニュー交差点及びプロスペクト・パーク南側に接続している。
また、南行ホームには出口専用改札があり、ウッドラフ・アベニューとオーシャン・アベニュー交差点南西に出ることができる。